# Санта-Терезинья-ду-Прогресу
Санта-Терезинья-ду-Прогресу (порт. Santa Terezinha do Progresso) — муниципалитет в Бразилии, входит в штат Санта-Катарина. Составная часть мезорегиона Запад штата Санта-Катарина. Входит в экономико-статистический микрорегион Шапеко. Население составляет 2926 человек на 2006 год. Занимает площадь 118,997 км². Плотность населения — 24,6 чел./км².

## История
Город основан 19 июля 1995 года.

## Статистика
- Валовой внутренний продукт на 2003 составляет 19.012.515,00 реалов (данные: Бразильский институт географии и статистики).
- Валовой внутренний продукт на душу населения на 2003 составляет 6.033,80 реалов (данные: Бразильский институт географии и статистики).
- Индекс развития человеческого потенциала на 2000 составляет 0,745 (данные: Программа развития ООН).